# SE Gama
Sociedade Esportiva do Gama, denumită în mod obișnuit Gama, este un club profesionist din Brazilia, cu sediul în Gama,  Districtul Federal. Clubul a fost fondat la 15 noiembrie 1975. În prezent echipa concurează în Campeonato Brasiliense, clasa de vârf a ligii de fotbal de stat Districtul Federal.

## Istoria clubului
Până la începutul anilor 1970, orașul Gama era cunoscut doar  echipelor sale de amatori. Această mișcare a crescut din ce în ce mai mult dorința orașului de a avea primul său club de fotbal profesionist. Fondată în 1975 de Hermínio Ferreira Neves, Sociedade Esporte do Gama a fost prima echipă profesionistă din oraș. Fondatorul a fost președintele echipei de amatori Minas Atlético Clube.
Formată inițial cu jucători ai celor mai diverse echipe de amatori ale orașului, Gama a câștigat în scurt timp sprijinul populației locale. Ei au jucat primul lor meci profesionist pe 21 februarie 1976. Cu sprijinul domnului Valmir Campelo de Bezerra, administrator regional al orașului Gama și mare admirator al fotbalului local, Stadionul Administrației Gama a fost reconstruit și redeschis pe 9 octombrie 1977.
În 1981, SE Gama a obținut primul său titlu regional. Echipa a câștigat Torneio Centro-Oeste învingând echipa Goiânia cu scorul de 2–1 la general. În 1998, clubul a câștigat Campionatul Braziliei Série B. Principalul rival al clubului este clubul Brasiliense din același district.
Stadionul lui Gama este Estádio Walmir Campelo Bezerra (Bezerrão), care are o capacitate maximă de 20.310 de persoane. Stadionul poartă numele lui Antônio Walmir Campelo Bezerra, care a fost administratorul regional al Gama în timpul construcției stadionului.

## Palmares
| Campionatele Naționale             | Regionale |
| - Série B (1) : - Campioni : 1998. | - Campeonato Brasiliense (13) : - Campioni : 1979, 1990, 1994, 1995, 1997, 1998, 1999, 2000, 2001, 2003, 2015, 2019, 2020. - Torneio Centro-Oeste (1) : - Campioni : 1981. |